# Bukov kozliček
Bukov kozliček (znanstveno ime Morimus funereus) je v Sloveniji zavarovana vrsta hrošča iz družine kozličkov.

## Opis
Bukov kozliček ima čokato telo sive ali sivomodre barve. Na vsaki pokrovki ima po dve črni pegi. Na glavi ima dolge tipalnice sivočrne barve. Za razliko od večine ostalih vrst kozličkov bukov kozliček ne leti, saj ima zakrneli drugi par kril pod pokrovkami.
Razvoj bukovega kozlička poteka več let. Odrasle samice z močnimi čeljustmi v bukov ali smrekov les izdolbejo jamico, kamor odložijo jajčeca. Ličinke se nato prehranjujejo z lesom pod skorjo, po nekaj letih pa se zabubijo globlje v lesu. Iz bube se izleže odrasla žival, ki lahko živi tudi dve leti. Tudi odrasle živali se prehranjujejo z lesom, običajno odmrlih dreves.
Bukov kozliček je aktiven od maja do julija v strnjenih gozdnih kompleksih. V Sloveniji je vrsta dokaj pogosta na Krasu, Kočevskem in v Beli Krajini. Na severu in severovzhodu je manj pogosta.